# 구은호

## 방송
- 2011년 GTV 《드림 메이커》

## 모델
- 서울콜렉션, 송지오, 엠비오, 제스, 앤디앤뎁반하트,클러보나코,푸마,코오롱,타미힐피거,샤넬 등 모델

## M/V
- 2010년 포맨 '못해'
- 2021년 블루베어 'thank you'